# واين رايلي
واين رايلي (بالإنجليزية: Wayne Riley)‏ هو لاعب غولف أسترالي، ولد في 17 سبتمبر 1962 في سيدني في أستراليا.

## وصلات خارجية
- واين رايلي على موقع رابطة أوروبا للاعبي الغولف المحترفين (الإنجليزية)
- واين رايلي على موقع رابطة اليابان للاعبي الغولف المحترفين (الإنجليزية)
- واين رايلي على موقع التصنيف العالمي الرسمي للغولف (الإنجليزية)